# 糙鱗魮
糙鱗魮（学名：Barbus syntrechalepis）為輻鰭魚綱鯉形目鯉科魮屬的其中一個種。該物種於1949年由Henry Weed Fowler描述，主要分布於非洲剛果河流域，體長可達2.8公分。

## 扩展阅读
維基物種上的相關：糙鱗魮